# Mainz stift
Mainz stift (Latin: Dioecesis Moguntina) är ett stift inom romersk-katolska kyrkan i Tyskland. Stiftet grundades under 300-talet. Stiftets domkyrka är Mainz domkyrka, där biskopen av Mainz har sitt säte. Stiftet tillhör Freiburg im Breisgaus kyrkoprovins.
Stiftet omfattar förbundsländerna Hessen, Rheinland-Pfalz och en del av Baden-Württemberg.
Sedan 2017 är stiftets biskop Peter Kohlgraf.

## Historia
Stiftet grundades under 300-talet. Från 745 till 1803 hade Mainz stift status som ärkestift. Stiftets nuvarande biskop Peter Kohlgraf efterträdde kardinal Karl Lehmann.